# Татум, Рис
Рис «Гуз» Та́тум (правильнее Те́йтум, англ. Reece "Goose" Tatum; 31 мая 1921, Эль-Дорадо, Арканзас — 18 января 1967, Эль-Пасо, Техас) — американский баскетболист и бейсболист. Начав спортивную карьеру в негритянской бейсбольной лиге, в 1941 году присоединился к гастрольной баскетбольной команде «Гарлем Глобтроттерс», где стал ведущим игроком-шоуменом («принцем-клоуном»). Член Зала спортивной славы Арканзаса с 1974 года. В 2002 году «Гарлем Глобтроттерс» навечно посмертно закрепили за Татумом игровой номер 50, а 12 августа 2011 года он был включен в Зал славы баскетбола.

## Биография
Рис Татум родился в семье методистского проповедника. Мальчик с детства увлекался спортом, получив своё прозвище «Гуз» (англ. Goose — Гусь) за то, как он бросался на мяч в игре в футбол. Профессиональная спортивная карьера Татума началась в негритянских профессиональных бейсбольных лигах, где он с 1937 года выступал за клубы «Луисвилл Блэк Колонелс», «Мемфис Ред Сокс» и «Бирмингем Блэк Баронс», обычно играя на первой базе, где его длинные руки (по неофициальным данным, их размах превышал 210 см) давали ему преимущество. В этот период он зарекомендовал себя как хороший бегун и посредственный хиттер, но в основном он проявил себя как шоумен. Он ловил мячи за спиной, устраивал гипертрофированные театральные моления перед подачами и вытаскивал на поле зрителей, чтобы те приняли участие в игре. Его трюки и выходки во время игры доводили зрителей до истерики, и в определённый момент на него обратил внимание менеджер гастрольной баскетбольной команды «Гарлем Глобтроттерс» Эйб Саперстейн. Фирменный стиль «Глобтроттерс» предполагал значительный объём цирковых эффектов и клоунады, и Саперстейн находился в постоянном поиске талантов, причём не только в баскетболе, но и в бейсболе и футболе. В 1941 году Татум был приглашён в состав «Глобтроттерс» на роль центрового и «принца-клоуна» (основного шоумена).
Проведя в команде около года, Татум был призван на военную службу. Он проходил её на авиабазе в Линкольне (Небраска), где был участником развлекательной бригады. После войны Гуз вернулся в «Гарлем Глобтроттерс», в составе которых выступал до 1955 года. В этот период он оставался одной из самых ярких звёзд команды, проложившей себе путь к национальной, а затем и мировой известности, в частности, после побед над сильнейшим белым профессиональным клубом «Миннеаполис Лейкерс», а затем в ходе международных гастролей. Он был автором многих из фирменных трюков «Глобтроттерс», а также первым ввёл в баскетбольную практику игру одной рукой и бросок «крюком» — эту манеру позже переняли Уилт Чемберлен, Конни Хокинс и Карим Абдул-Джаббар.
Будучи блестящим шоуменом на площадке, за её пределами Татум вёл беспорядочный образ жизни. Он мог пропасть на несколько дней во время гастролей, а потом найтись не только в другом городе, но даже и в другой стране, мог дать официанту 50 долларов чаевых или швырнуть ему заказанное блюдо под ноги, напиться в баре и устроить драку с полицейскими. Позже, в 1959 году, он попал в тюрьму за неуплату налогов. Маркес Хейнс, один из коллег Татума по команде, говорил о нём: «Доктору Джекилу и мистеру Хайду далеко до Гуза». В итоге его отношения с Саперстейном ухудшились и в 1955 году Татум расстался с «Глобтроттерс», став игроком и совладельцем другой гастрольной команды — «Гарлем Маджишенс», созданной Маркесом Хейнсом. Татум оставался в составе «Маджишенс» до самого конца баскетбольной карьеры, когда в середине 60-х годов его заставила уйти с площадки болезнь печени. Параллельно с баскетбольными гастролями он продолжал периодически играть в бейсбол, выступая в 1946—49 годах за команду с подходящим названием «Индианаполис Клоунс», а во второй половине 50-х годов за клуб «Детройт Старс», совладельцем которого являлся.
За свою жизнь Рис Татум был трижды женат и трижды разводился. К моменту его смерти от сердечного приступа в 1967 году семьи у него не было.

## Признание заслуг
Бывший партнёр Татума Маркес Хейнс, называвший Майкла Джордана «Гузом Татумом современности», говорил:

Благодаря Гузу баскетбол стал интересен широкой публике в нашей стране и по всему миру.
Оригинальный текст (англ.)Goose was responsible for creating great interest in basketball in this country and around the world
В некрологе, посвящённом Татуму в «Чикаго Дейли Дефендер», журналист Лоуренс Кейси писал: 

Как Джо Луис в боксе, Бейб Рут в бейсболе, Бобби Джонс в гольфе,… Гуз Татум был королём в своём виде спорта.Оригинальный текст (англ.)Like Joe Louis in boxing, Babe Ruth in baseball, Bobby Jones in golf…Goose Tatum was king of his chosen sport.
В 1974 году имя Риса Татума было включено в списки Зала спортивной славы Арканзаса. В 2002 году он был включён в список «легенд» «Гарлем Глобтроттерс», а игровой номер, под которым он выступал, был закреплён за ним навечно. Наконец, в 2011 году он стал членом Зала славы баскетбола. Татум был первым баскетболистом, которого избрал в Зал славы баскетбола незадолго до этого созданный Комитет по афроамериканским пионерам игры.
В апреле 2012 года на телеканале ESPN вышел в эфир документальный фильм «Гуз», рассказывающий историю жизни Татума. Продюсером фильма выступил бывший владелец «Гарлем Глобтроттерс» Манни Джексон.